# Chiropterotriton cieloensis
Chiropterotriton cieloensis es una especie de anfibio perteneciente a la familia Plethodontidae.

## Clasificación y descripción
Es de tamaño pequeño y cuerpo esbelto con cola relativamente larga y con la presencia de un pliegue sublingual. Se distingue de otras especies descritas, excepto de C. magnipes, por sus largos ojos con relación a la longitud de su cabeza. Adicionalmente, difiere de C. arboreus, debido a que tiene unas patas largas en comparación a su cuerpo, en  machos C. arboreus la longitud de las patas (LP) es de 0,2 cm en comparación a los de C. cieloensis que son de 0,46 cm, en hembras las medidas son de 0,8 cm y 0,85 cm respectivamente. Asimismo, la medida de la cola es más corta en C. cieloensis ( C. cieloensis: machos=1,17 cm, hembras=1,04 cm; C. arboreus: machos=1,23 cm, hembras=1,08 cm). Se distingue de C. multidentatus por poseer más fosas nasales más pequeñas (C. cieloensis 1.6 cm contra C. multidentatus 1.4 cm en machos y en hembras de C. cieloensis 1.8 cm contra C. multidentatus 1.5 cm) y patas relativamente largas en el caso de las hembras.

## Distribución
Chiropterotriton cieloensis es conocido únicamente en elevaciones altas (aproximadamente de 1000 a 1860 m s. n. m.) de la reserva de la biosfera El Cielo en Tamaulipas, México.

## Hábitat
La especie fue encontrada en un bosque de niebla y ha sido tomado de bromelias epífitas y cuevas, también ha sido encontrado debajo de la corteza de árboles podridos.